# Bandeira da província de Neuquén
A Bandeira de Neuquén é um dos símbolos oficiais da Província de Neuquén, uma subdivisão da Argentina. Foi adotada pela legislatura provincial mediante lei n° 1817 de 31 de outubro de 1989.

## Descrição
Seu desenho consiste em um retângulo com proporção largura-comprimento de 3:4 dividido em três faixas verticais de mesma largura nas cores azul celeste, branco e azul celeste. No centro da faixa branca está um emblema que apresenta diversos elementos presentes no brasão provincial.
O emblema tem formato circular, sendo que este círculo é delimitado por três elementos: o primeiro, que está na parte inferior do círculo, é uma estrela vermelha de oito pontas, sendo que uma das pontas está voltada para o topo da bandeira; o segundo são ramos de louro que vão a partir da estrela até aproximadamente metade da altura do círculo; o terceiro é um conjunto de dezoito estrelas de cinco pontas na cor ouro. O posicionamento das estrelas faz com que estas tenha sempre uma das pontas voltadas para a parte externa do círculo.
No interior do emblema há duas áreas de fundo, uma azul celeste e uma branca. estas áreas são delimitada por uma linha na cor ouro que sai do encontro dos louros com as estrela, ou seja, aproximadamente metade da altura do emblema, vai até próximo do topo formando um ângulo obtuso e voltando para a mesma posição no lado oposto do emblema. Finalmente, no centro há uma representação de uma araucária que ocupa toda a altura interna do emblema.

## Simbolismo
Cores
As cores principais da bandeira são as mesmas da Bandeira da Argentina, ou seja, azul celeste e branco, representando a integração de Neuquén com o restante do país.

## Ligações Externas
- texto da Lei n° 1817 (em espanhol)
- Bandera de Neuquén (em espanhol)
- FOTW - Neuquén Province (Argentina) (em inglês)
- Heráldica Argentina - Província de Neuquén (em espanhol)